# Pudent i Pudenciana de Roma
Pudent (Roma, s. I - II) és un personatge citat per Pau de Tars en una epístola, convertit al cristianisme. Segons una tradició fou un senador convertit per Pere apòstol. A partir de la seva existència real, una confusió donà lloc a la creació de la figura llegendària d'una filla seva, Pudenciana o Potenciana (Roma, ca. 144 - ca. 160?). Segons la llegenda fou una jove cristiana, màrtir per la fe. Els dos són venerats com a sants per diverses confessions cristianes.

## Historicitat de Pudent
El nom de Pudent és citat per Sant Pau de Tars a l'Segona Epístola a Timoteu, 4, 21, com a cristià de Roma. Alguns pensen que Sant Pudent correspon a aquesta persona, però no hi ha cap fonament per afirmar-ho. En tot cas, des de mitjan segle II existia a Roma una església que rebia el nom de titulus Pudentis o ecclesia Pudentiana i que, per tant, formava part de la mansió d'un patrici anomenat Pudent. A partir d'aquí, es va creure que Pudent era el Pudent deixeble de Pere apòstol.
La llegenda posterior, sense fonament, diu que Pudent era un senador i que es convertí al cristianisme i fou batejat per l'apòstol Pere. També se'l feu pare de Santa Praxedis de Roma.

### Creació de la figura de Pudenciana
Amb el temps es va interpretar erròniament la denominació de l'església pudenciana (església de Pudent): en dir-se ecclesia sancta Pudentiana va acabar pensant-se que estava dedicada a una santa amb aquest nom, quan "Pudentiana" no era més que un adjectiu.
Pensant que era un nom propi de persona, es va pensar que Pudenciana era filla de Pudent i, en trobar-se a les catacumbes de Priscil·la una inscripció que identificava les restes de dues noies, Praxedis i Potenciana, es va identificar Potenciana amb Pudenciana, i es va pensar que Praxedis havia d'ésser la seva germana. Es va crear, així, una personalitat que en realitat no havia existit.

## Llegenda
Tot i que hi ha proves de la vida de Pudent (almenys de l'existència d'un home anomenat així, i cristià), no n'hi ha de directes de la vida de Praxedis o Pudenciana, i hi ha historiadors que dubten de la veracitat de les fonts. La Gesta de la seva vida és tardana, obra d'un monjo del segle vi, i fantasiosa, la qual cosa fa inversemblant la història.
Segons la tradició, era una jove, filla de sant Pudent (fill al seu torn de santa Priscil·la), "amic dels apòstols" i germana de santa Praxedis. Les dues germanes, amb el prevere Pastor i el papa Pius I (140–154), van construir un presbiteri a la casa del seu pare, on començaren a batejar pagans. Pudenciana morí als setze anys, potser martiritzada, i va ésser sebollida amb el seu pare a les catacumbes de Priscil·la, a la via Salaria.
Poc després també morí un germà seu, Novat, però abans dona els seus béns a Praxedis, Pastor i Pius I, que escriuen a l'altre germà viu, Timoteu, perquè aprovés la donació rebuda. Timoteu contesta afirmativament, i Praxedis va demanar al papa que a lloc on hi havia les termes de Novat "in vico Patricius", s'edifiqués una església que fou dedicada a la verge Pudenciana, mentre que al "vico Lateranus" s'edificava una altra dedicada a la verge Praxedis, probablement una santa màrtir d'aquest nom.

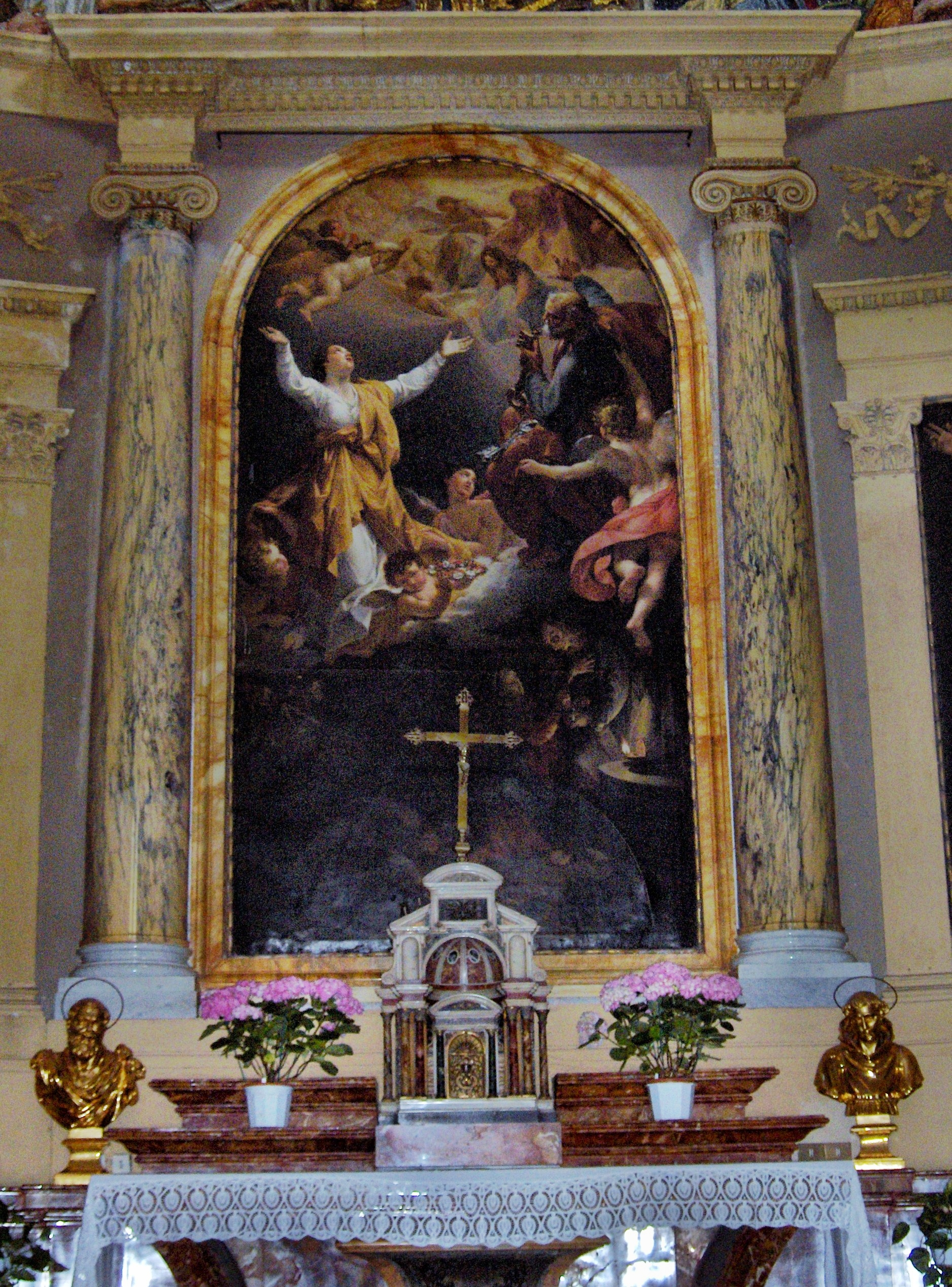
Santa Pudenciana és rebuda al cel, per Bernardino Nocchi, 1803 (Roma, S. Pudenziana)
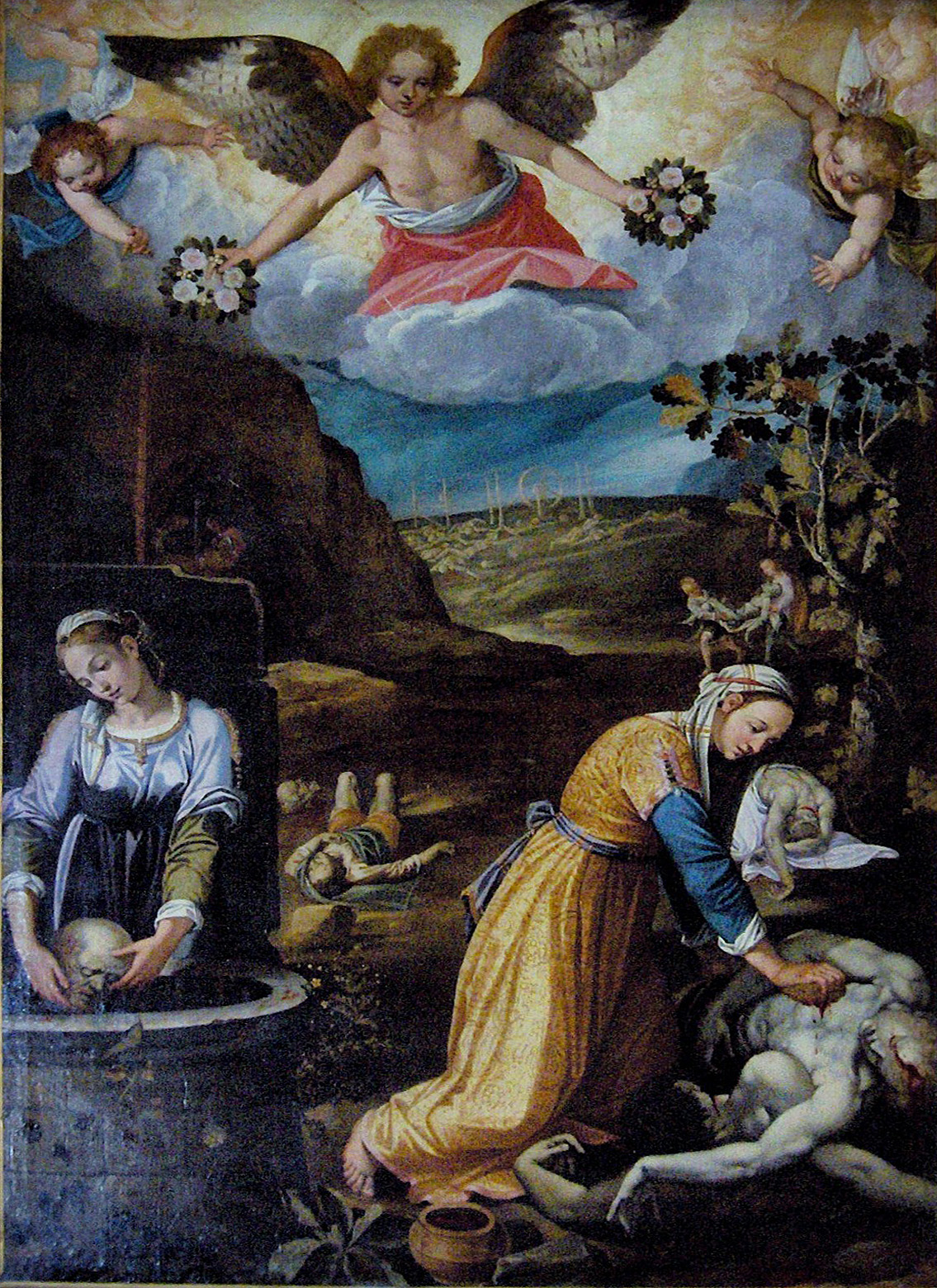
Pudenciana i Praxedis recollint la sang dels màrtirs, per Giovanni Paolo Rossetti, 1621 (Roma, S. Pudenziana)
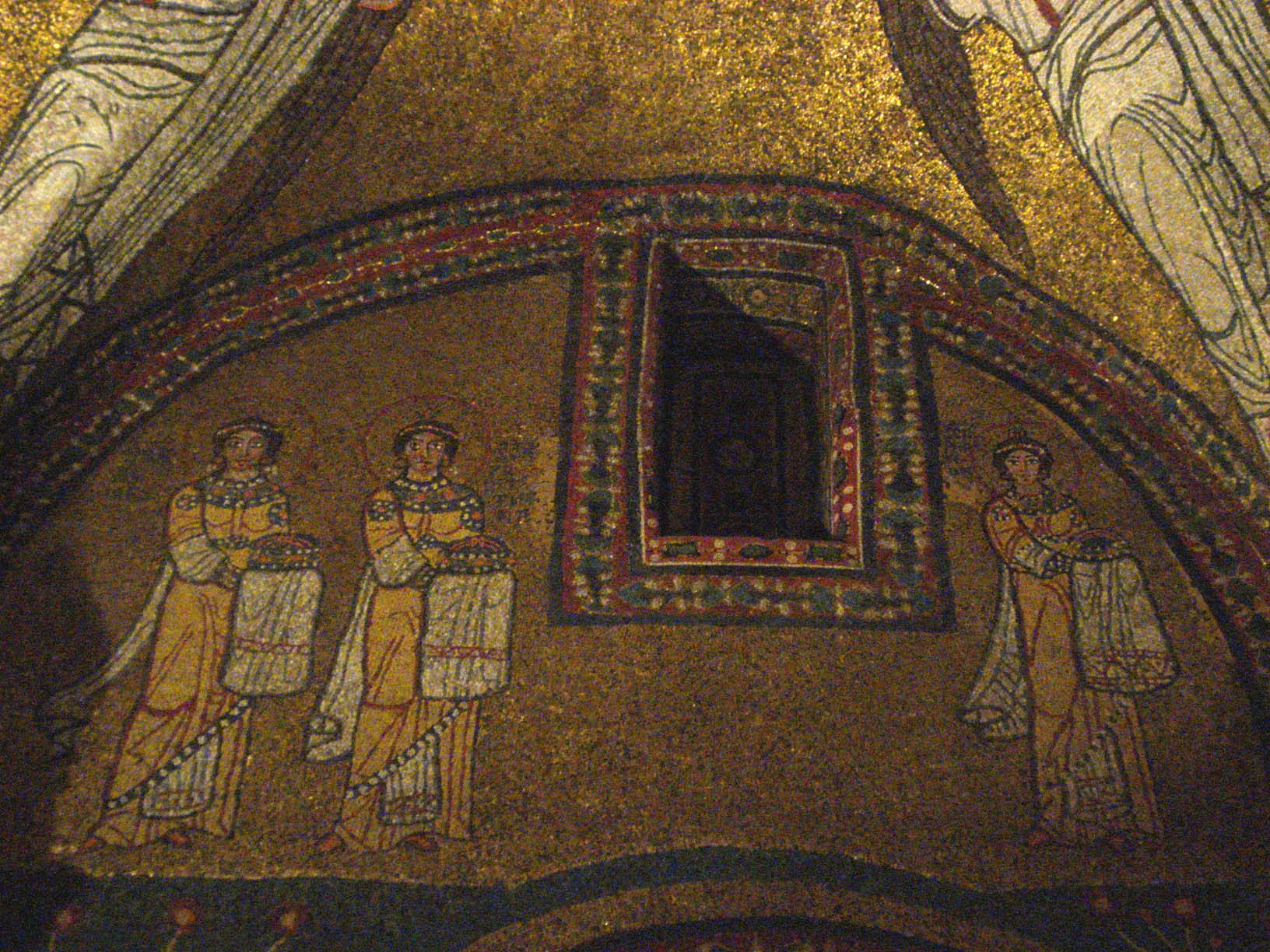
Santes Agnès, Pudenciana i Praxedis, mosaic del segle ix (Roma, Santa Prassede)

## Veneració
La festivitat de Sant Pudent ja apareix al Sacramentarium de Sant Gregori el Gran. En 817 Pasqual I va traslladar els cossos de molts màrtirs de les catacumbes a esglésies de la ciutat; les de Potenciana van traslladar-se a l'antiga església fundada per Pudent, l'ecclesia Pudentiana, que ja es pensava que s'havia dedicat a la santa inexistent. Quan es restaurà l'església, en 1586 i 1710, van col·locar-se'n les restes sota l'altar major. L'Ecclesia Pudentiana va començar a ésser anomenada a partir del segle VII Ecclesiae S. Potentianae i a partir del 1600 de Santa Pudenciana, oblidant el nom del fundador original.
Benet XIV nomenà una comissió per revisar el Breviari romà i declarà que la història de Pudenciana era fabulosa i no tenia crèdit.

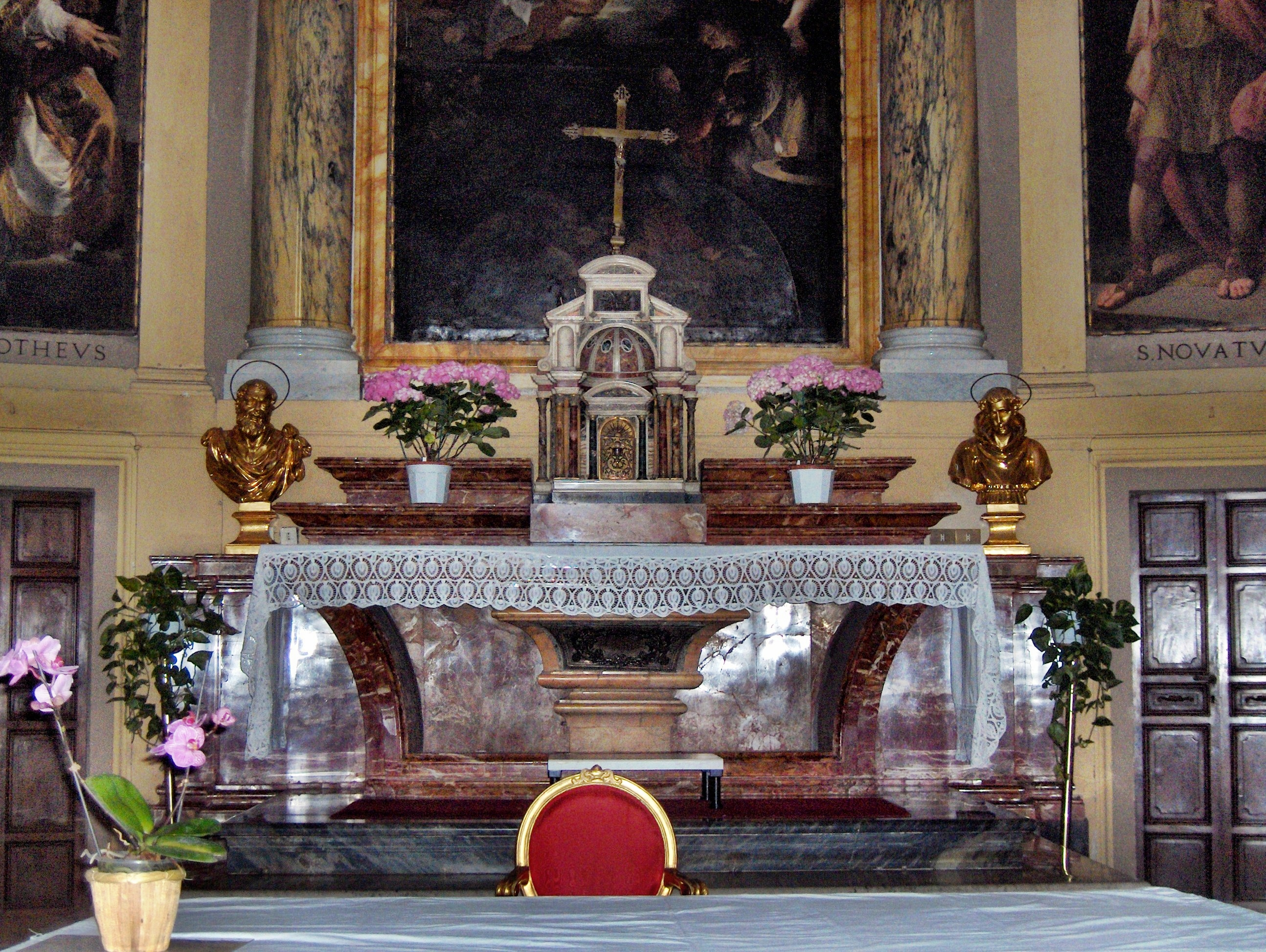
Altar major de S. Pudenziana, sobre les restes de la santa
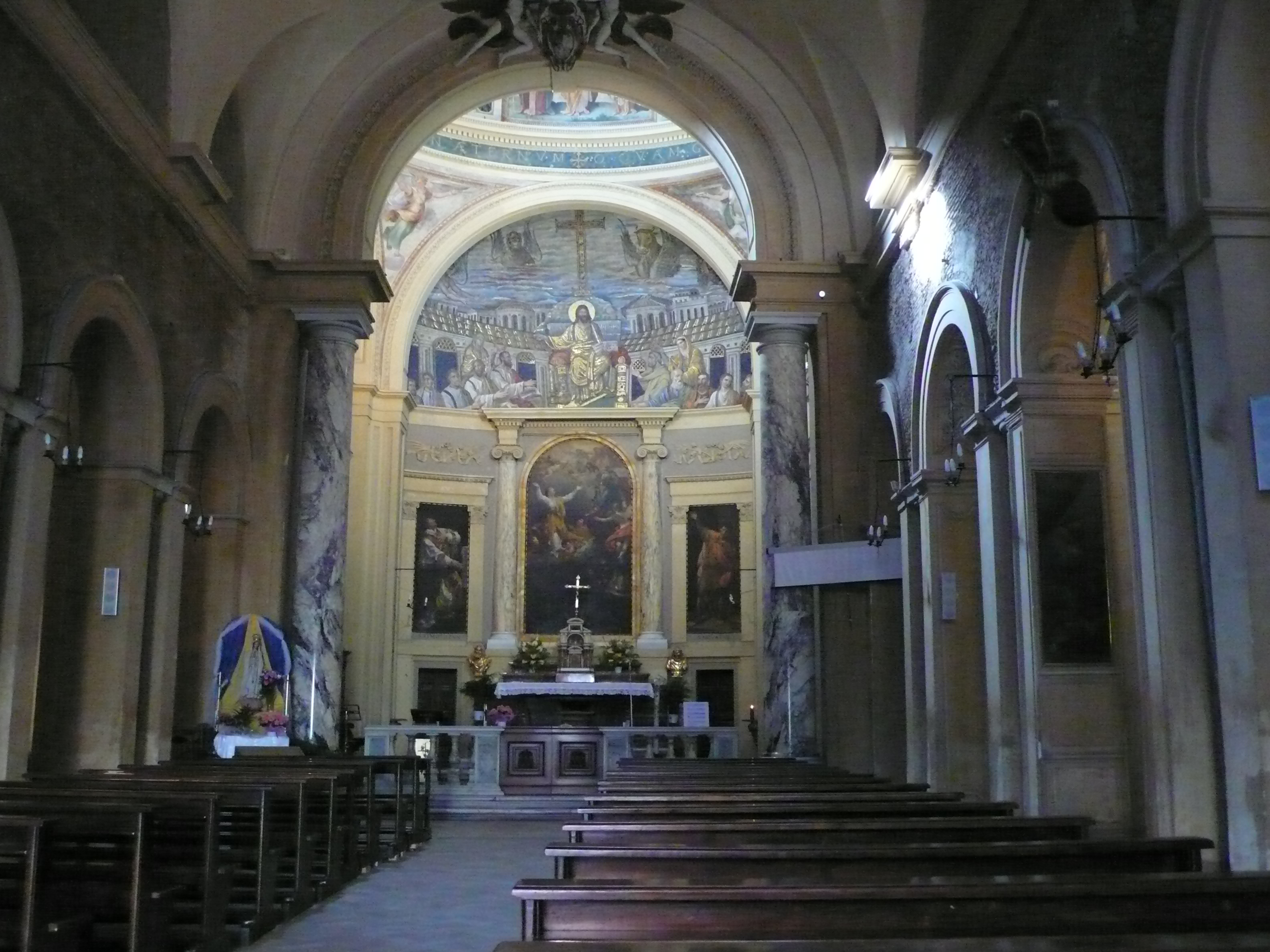
Interior de S. Pudenziana (Roma)
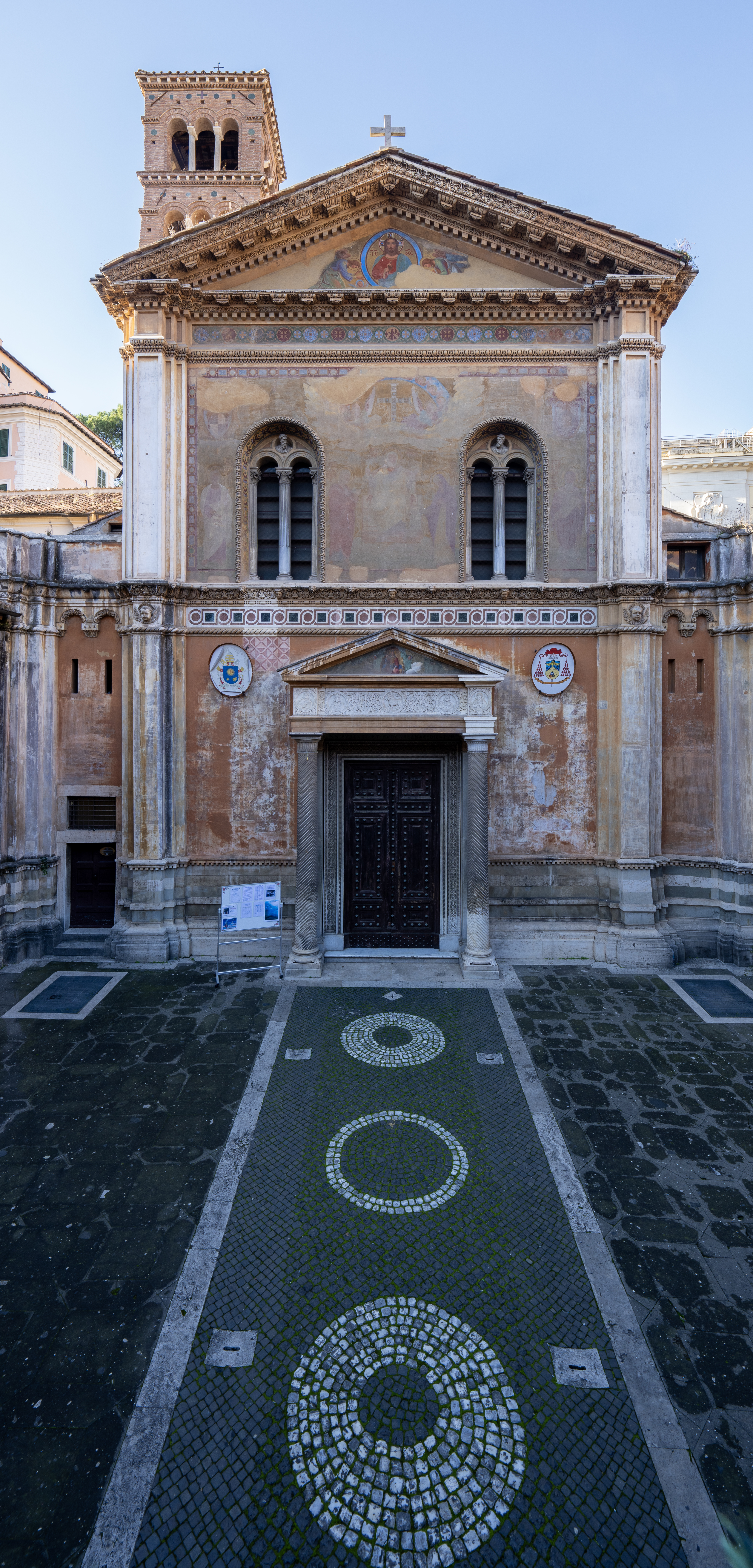
Basílica de Santa Pudenziana